# Dư (họ)
Dư là một họ của người ở vùng Văn hóa Đông Á như Trung Quốc (chữ Hán: 余, Bính âm: Yu), và Việt Nam.
Tại Trung Quốc trong danh sách Bách gia tính họ Dư đứng thứ 90, còn theo thống kê năm 2006 họ Dư xếp thứ 40 về mức độ phổ biến.

## Người Việt Nam họ Dư có danh tiếng
- Dư Quốc Đống (1932-2008), Trung tướng Quân lực Việt Nam Cộng Hòa, Tư lệnh Dù thời kỳ 1964-1972, Tư lệnh Vùng 3 chiến thuật,
- Dư Văn Toán, (1968_)  Ứng hoà, Hà Nội, Năm 2001 nhận danh hiệu tiến sỹ địa lý. Nghiên cứu, thúc đẩy phát triển Năng lượng tái tạo biển Việt Nam: điện thủy triều, điện sóng, điện hải lưu, điện gió ngoài khơi.,OTEC, Green Hydrogen...  Cùng các nghiên cứu về net zero, Bddkh, môi trường, đa dạng sinh học Biển Đông, Trường Sa và Hoàng Sa.

## Người Trung Quốc họ Dư có danh tiếng
- Dư Tĩnh, gián nghị đại phu của Tống Nhân Tông
- Dư Tế Đường, phó chủ tịch tỉnh Tứ Xuyên
- Dư Hoa, nhà văn Trung Quốc
- Dư Quang Trung, nhà thơ Đài Loan
- Dư Văn Lạc, diễn viên Hồng Kông
- Dư Thiếu Quần, diễn viên, ca sĩ, MC, nhà ảo thuật Trung Quốc
- Dư Cảnh Thiên, ca sĩ, diễn viên, vũ công Trung Quốc